# Anne Martikainen
Anne-Marit Katarina Martikainen, född 19 januari 1967 i Oxelösund, är en svensk före detta friidrottare (långdistanslöpare). Hon tävlade för först Enhörna IF och från år 1996 för SLK Oxelösund.